# Charlotte Corday

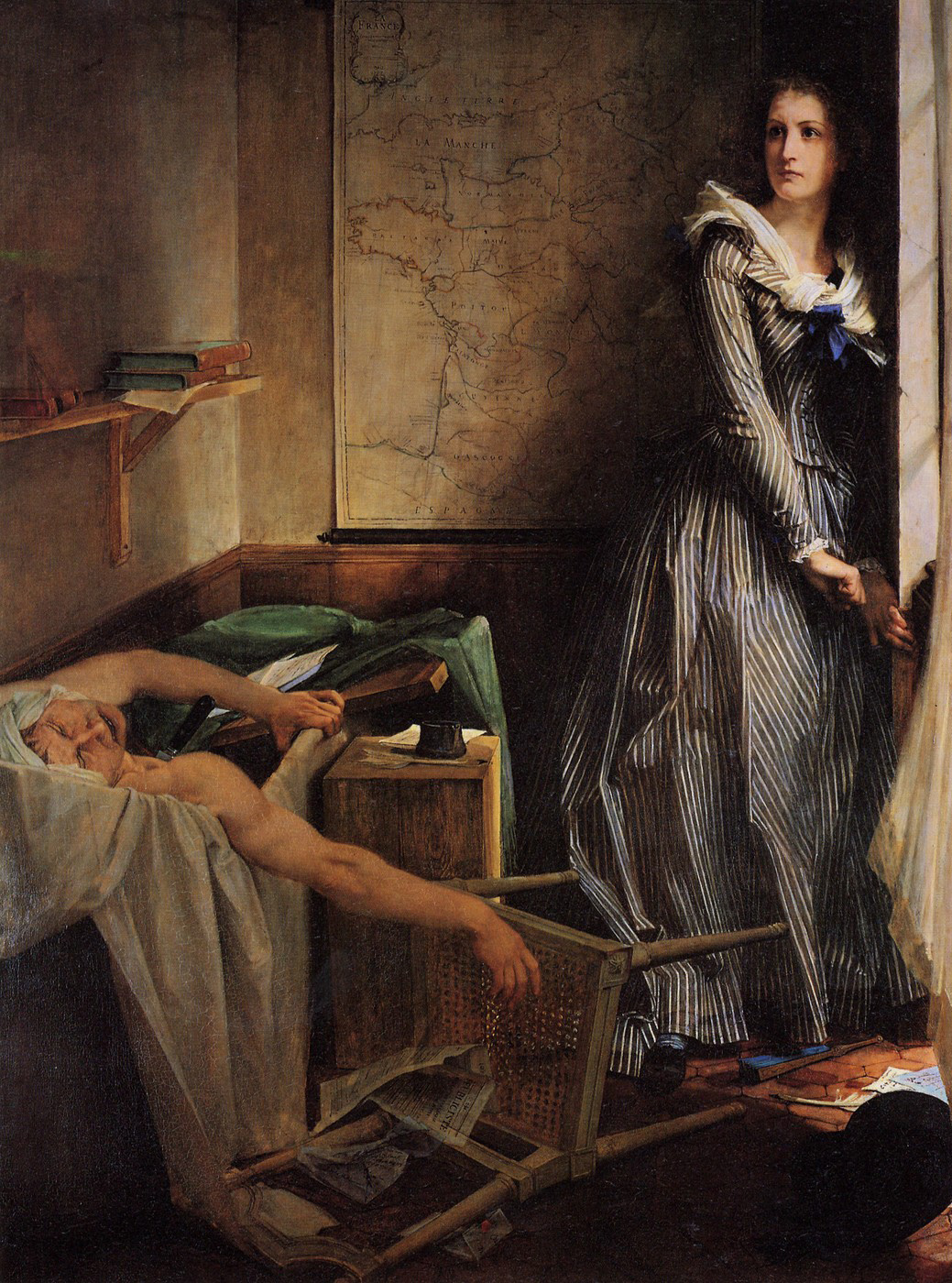
Charlotte Corday, målning från 1858 av Paul Baudry.

Charlotte Corday (Marie-Anne-Charlotte Corday d'Armont), född 27 juli 1768 i byn Saint-Saturnin-des-Ligneries i nuvarande kommunen Écorches nära Vimoutiers i Normandie, nära Séez i Normandie, död 17 juli 1793 i Paris (avrättad), var en fransk revolutionsaktivist. Hon är mest känd för att ha mördat Jean-Paul Marat. Under den franska revolutionen var hon medlem av den så kallade gironden.

## Biografi
Corday föddes i Normandie, som dotter i en lågadlig familj. Hon sattes i en klosterskola i Caen, där alla förundrade sig över hennes stora lust att läsa. Hon följde med stort intresse händelseutvecklingen under franska revolutionen men bar samtidigt på rojalistiska känslor.
Sedan girondisterna rensats ut från nationalkonventet i maj/juni 1793 och fördrivits från Paris, tog de sin tillflykt till Normandie. Där mötte några av dem Corday, och de kom att påverka henne så till den grad att hon anslöt sig till dem.

### Mordet
Corday hade under längre tid närt ett hat mot Marat, som hon ansåg hade förrått folkets sak och endast var en blodtörstig tyrann. Marat var medlem av krisdiktaturen under namnet Cordelierklubben, och han var starkt anti-borgerlig i sin politik. Corday lät sig i sitt hat mot honom särskilt inspireras av girondisten Charles Barbaroux, och hon såg hans propagandistiska tidningsskriverier som särskilt skadliga i sin påverkan på massorna.
En sommardag 1793 begav hon sig till Paris i syfte att stödja girondisterna men under förevändningen att söka upplysningar om en väninna som emigrerat. I Paris köpte hon en kniv och lyckades 13 juli få till stånd ett möte med Marat – som hon såg som sin huvudfiende – under förespegling att hon hade viktig information att meddela honom. Marat befann sig i under seansen i sitt badkar; han led av svårt eksem som lindrades av varmt vatten.
Hon nämnde då namnen på ett antal dissidenter som vistades i Normandie. Han noterade deras namn och försäkrade henne att de skulle bli giljotinerade. Därpå drog hon fram den kniv hon hade gömt under sin klänning och dödade honom med ett knivhugg i hjärtat. Sedan sa hon: "Dådet är utfört – monstret har dött".

### Efterspel
Corday gjorde inget försök att fly. Hon arresterades direkt och dömdes av revolutionstribunalen 16–17 juli. Hon avrättades den 17 juli i giljotinen, på galgplatsen vid Place de la Révolution (dagens Place de la Concorde).
Charlotte Corday ansåg att hon hade gjort sin plikt och sade strax före avrättningen: "Jag har dödat en människa för att rädda hundratusen". Hennes eget dåd ingick dock i upptakten till Skräckväldet, där man under det kommande året utfärdade över 16 000 officiella dödsdomar.